# ダニエレ・ラビア
ダニエレ・ラビア（イタリア語: Daniele Lavia、1999年11月4日 - ）は、イタリアの男子バレーボール選手である。

## 来歴
2021年、イタリア代表として東京オリンピックに出場した。同年、欧州選手権優勝に貢献し、自身もベストアウトサイドヒッター（オールスターチーム）を受賞した。

## 球歴
- イタリア代表
  - オリンピック - 2021年、2024年
  - ネーションズリーグ - 2019年、2022年
  - 欧州選手権 - 2019年、2021年
- イタリアユース代表
  - U21世界選手権 - 2019年
  - U20欧州選手権 - 2016年、2018年
  - U19欧州選手権 - 2017年
  - 欧州ユース五輪フェスティバル - 2017年

## 所属チーム
- コリリアーノ・バレー (it)  （2014-2016年）
- マテルドミニ・バレー (it)  （2016-2018年）
- GSポルト・ロブール・コスタ (it)  （2018-2020年）
- モデナ・バレー（2020-2021年）
- トレンティーノ・バレー （2021年-）

## 受賞歴
- 2021年 - 欧州選手権 ベストアウトサイドヒッター